# حصان الماء
حصان الماء (بالإنجليزية: The Water Horse)‏ هو فيلم دراما تم إنتاجه في المملكة المتحدة والولايات المتحدة وصدر في سنة 2007. من بطولة إميلي واتسون وديفيد موريسي وبراين كوكس.

## القصة
تدور أحداث الفيلم في سنة 1942 أيام الحرب العالمية الثانية، عندما يعثر صبي على بيضة فيحتفظ بها. بعد ذلك تفقس البيضة ويخرج منها حيوان صغير يحب الأكل ويأكل كثيراً. بعد ذلك تحدث أحداث درامية مشوقة ومسلية.

## الميزانية والإيرادات
بلغت تكلفة إنتاج الفيلم حوالي 40 مليون دولار بينما حقق أرباحا تقدر بـ 103071443 دولار.

## وصلات خارجية
- حصان الماء على موقع IMDb (الإنجليزية)
- حصان الماء على موقع ميتاكريتيك (الإنجليزية)
- حصان الماء على موقع روتن توميتوز (الإنجليزية)
- حصان الماء على موقع نتفليكس (الإنجليزية)
- حصان الماء على موقع ألو سيني (الفرنسية)
- حصان الماء على موقع Turner Classic Movies (الإنجليزية)
- حصان الماء على موقع أول موفي (الإنجليزية)
- حصان الماء على موقع بوكس أوفيس موجو (الإنجليزية)
- حصان الماء على موقع فيلمافينيتي (الإسبانية)
- حصان الماء على موقع قاعدة بيانات الأفلام السويدية (السويدية)